# Antonio Debenedetti
Antonio Debenedetti (Torino, 12 giugno 1937 – Roma, 3 ottobre 2021) è stato uno scrittore, giornalista, critico letterario e poeta italiano.

## Biografia
Figlio del critico Giacomo Debenedetti e fratello della storica dell'arte Elisa, visse fin dall'infanzia a Roma. 
Avviò il suo impegno come critico letterario sulle pagine del Punto e dell'Avanti! alla fine degli anni Cinquanta. Dal 1963 collaborò con il Corriere della Sera, in cui svolse tutta la sua carriera di giornalista divenendo inviato speciale per la cultura, ad eccezione di una breve interruzione in cui passò a La Stampa. Nel 1969 fu dapprima redattore capo e poi, da maggio, direttore dei servizi culturali de l'Opinione. Collaborò con numerosi programmi radiofonici e televisivi (Rai Tre, Rai Educational) dedicati ai libri. Negli ultimi anni ideò e condusse "Cartoline dal paese dei libri" su Radio Città Futura.
L'opera narrativa di Debenedetti vede l'affiancarsi di romanzi – Monsieur Kitsch (1972) Premio Viareggio Opera Prima di narrativa, In assenza del signor Plot (1976, Premio Sila); La fine di un addio (1985); Se la vita non è vita (1991, Premio Viareggio); Un giovedì, dopo le cinque (2000, finalista Premio Strega) – e raccolte di racconti, tra le quali ricordiamo: Ancora un bacio (1981); Spavaldi e strambi (1987, Premio Procida-Isola di Arturo-Elsa Morante); Racconti naturali e straordinari (1993, Premio Selezione Campiello); Amarsi male (1998); E fu settembre (2005, Premio Napoli); In due (2008); Il tempo degli angeli e degli assassini (2011). Nella misura breve la scrittura di Debenedetti raggiunge il massimo dell'intensità attraverso lo sforzo di sottrarre il superfluo. La precisazione di concetti e stati d'animo avviene riducendo le parole, lasciando solo quelle necessarie a raccontare figure in costante confronto con il malessere che le tormenta.
Scrive Moravia sui personaggi debenedettiani: «La sua è un'osservazione più da entomologo che da ritrattista, più pronto ad infilzare con uno spillo l'insetto che talvolta convive con l'uomo, che a ritrovare tratti umani in situazioni e comportamenti da insetti».
Debenedetti è morto a Roma il 3 ottobre 2021.

## Opere
- Rifiuto di obbedienza (1958)
- Monsieur Kitsch (1972)
- Maman (1976)
- In assenza del signor Plot (1976)
- Ancora un bacio (1981)
- Spavaldi e strambi (1987)
- Se la vita non è vita (1991)
- Racconti naturali e straordinari (1993)
- Giacomino (Rizzoli, 1994; Marsilio, 2002)
- Amarsi male. Undici sentimenti brevi (1998)
- Un giovedì dopo le cinque (2000)
- E fu settembre (2005)
- Un piccolo grande Novecento. Conversazione con Paolo Di Paolo (2005)
- In due (2008)
- L'ultimo dandy (2009)
- E nessuno si accorse che mancava una stella (2010)
- Dal Piacere alla Dolce Vita. Roma 1889-1960, una capitale allo specchio (2010)
- Il tempo degli angeli e degli assassini (2011)